# SSG Nikola Tesla Hamburg
Die SSG Nikola Tesla Hamburg ist ein Sportverein aus dem Hamburger Stadtteil Bahrenfeld.

## Geschichte
Der Verein wurde am 8. Mai 1995 unter dem Namen FK Nikola Tesla gegründet. Durch die Meldung seiner ersten Basketballmannschaft wurde der Verein im Jahr 1996 in Serbische Sportgemeinschaft Nikola Tesla Hamburg umbenannt.
Die erste Fußballmannschaft wurde in der Saison 2024/25 Staffelmeister der Landesliga Hammonia und stieg somit in die Oberliga Hamburg auf.

## Erfolge
- Staffelmeister der Landesliga: 2025